# Necroshine
Necroshine — десятый студийный альбом американской трэш-метал-группы Overkill, выпущенный в 1999 году на лейбле CMC International. Альбом был перевыпущен в 2003 году вместе с From the Underground and Below как часть бокс-сета.

## Об альбоме
Это первый альбом группы, который содержит гостевое участие — сестра Бобби Эллсворта Мэри Эллсворт спела бэк-вокалом на песне «Let Us Prey»; также они спели дуэтом на «Revelation». Песня «Necroshine» исполнялась группой почти на каждом последующем концерте. AllMusic поставила альбому три звезды из 5; общий тон рецензии был положительным. Критиками и фанатами альбом считается наиболее экспериментальным в творчестве группы.
По состоянию на ноябрь 1999 года группа продала около 20 500 копий в США.

## Список композиций
| №   | Название             | Длительность |
| --- | -------------------- | ------------ |
| 1.  | «Necroshine»         | 6:03         |
| 2.  | «My December»        | 5:01         |
| 3.  | «Let Us Prey»        | 6:40         |
| 4.  | «80 Cycles»          | 5:50         |
| 5.  | «Revelation»         | 4:39         |
| 6.  | «Stone Cold Jesus»   | 5:19         |
| 7.  | «Forked Tongue Kiss» | 4:02         |
| 8.  | «I Am Fear»          | 4:30         |
| 9.  | «Black Line»         | 4:43         |
| 10. | «Dead Man»           | 4:16         |

Все песни написаны Бобби Эллсуортом и Д. Д. Верни.

## Участники записи
- Бобби «Blitz» Эллсворт — вокал
- Д. Д. Верни — бас-гитара, бэк-вокал
- Джо Комо — гитара
- Себастьян Марино — гитара
- Тим Маллар — ударные
- Энди Кэтц — продюсер, инженер
- Роджер Лайан — мастеринг

Пре-продакшн в студии Gear Rehearsal Studios, Шрусбери, Нью-Джерси, США

## Позиции в хит-парадах
| Год  | Чарт                            | Высшая позиция | Пребывание в чарте |
| ---- | ------------------------------- | -------------- | ------------------ |
| 1999 | Германия (Offizielle Top 100)   | 82             | 1 неделя           |
| 1999 | США (Billboard Top Heatseekers) | 37             | нет данных         |